# Tunezja na Letnich Igrzyskach Olimpijskich Młodzieży 2010
Tunezję na Letnich Igrzyskach Olimpijskich Młodzieży 2010 w Singapurze reprezentowało 24 sportowców w 10 dyscyplinach.

## Skład kadry

### Kajakarstwo
- Ben Ismail Afef

### Lekkoatletyka
Chłopcy:
- Rami Gharsali - bieg na 110 m przez płotki - 25 miejsce w kwalifikacjach
- Bacem Salhi - bieg na 2000 m - 14 miejsce w finale

Dziewczęta:
- Salma Abdelhamid - bieg na 100 m przez płotki - 16 miejsce w finale
- Abir Barkaoui - bieg na 400 m przez płotki - 12 miejsce w finale
- Nour Sioud - bieg na 2000 m - nie ukończyła w finale
- Rahma Bouslama - rzut dyskiem - 13 miejsce w finale
- Ameni Ben Salem - rzut oszczepem - 15 miejsce w finale
- Nabiha Gueddah - rzut młotem - 15 miejsce w finale
- Dora Mahfoudhi - skok o tyczce- 12 miejsce w finale

### Pływanie
- Fedy Hannachi
  - 200 m st. dowolnym - 36 miejsce w kwalifikacjach
  - 400 m st. dowolnym - 26 miejsce w kwalifikacjach
- Wassim Elloumi
  - 100 m st. klasycznym - 16 miejsce w półfinale
  - 200 m st. klasycznym - 16 miejsce w kwalifikacjach
- Zeineb Khalfallah
  - 50 m st. dowolnym - 19 miejsce w kwalifikacjach
  - 100 m st. dowolnym - 16 miejsce w półfinale
  - 200 m st. dowolnym - 14 miejsce w kwalifikacjach
  - 200 m st. zmiennym - 15 miejsce w kwalifikacjach
- Nesrine Khelifati
  - 200 m st. motylkowym - 17 miejsce w kwalifikacjach
  - 400 m st. dowolnym - 24 miejsce w kwalifikacjach

### Podnoszenie ciężarów
- Karem Ben Hnia
- Oumaima Majri

### Taekwondo
- Rahma Ben Ali

### Tenis
- Uns Dżabir
- Ahmed Triki

### Tenis stołowy
- Adem Hmam

### Wioślarstwo
- Mohamed Fares Laouiti

### Zapasy

#### Styl dowolny
- Ikram Gannouni
- Maher Ghanmi

### Żeglarstwo
- Anis Elmjid